# Warframe
Warframe е групова компютърна онлайн игра в жанровете ролеви игри/стрелба от трето лице, разработена и пусната на пазара от канадското студио Digital Extremes. Първоначално издадена за платформата на Microsoft Windows през март 2013 г., впоследствие играта е пренесена на PlayStation 4 през ноември 2013 г., Xbox One през септември 2014 г., Nintendo Switch през ноември 2018 г., PlayStation 5 през ноември 2020 г. и Xbox Series X/S през април 2021 г. За втората половина на 2021 г. предстои осигуряване поддръжката за играта като междуплатформена, както и създаване на портове към мобилни устройства. Играта е в отворена бета версия.
Действието в Warframe се развива в измислена научнофантастична вселена, в която няколко страни се борят за власт над Слънчевата система. Играчите поемат ролята на Tenno – раса от древни воини, които използват в битки дистанционно управляеми тела „Warframe“ с разнообразие от оръжия и способности. Геймплеят на Warframe съчетава битки със стрелба и използване на хладно оръжие, паркур и също така включва елементи на компютърни ролеви игри – играчът непрекъснато подобрява оборудването на героя си. Warframe се разпространява от модела free-to-play и се поддържа от микроплащания – играчите могат да плащат с реални пари в магазина за игри в играта.
Замисълът на Warframe произхожда от разработчиците от Digital Extremes в началото на 2000-те години и те отдавна се занимават с разработването на игра, наречена Dark Sector; този проект беше затворен, когато студиото не успя да намери издател за него. През 2008 г.Digital Extremes пусна друга игра, наречена Dark Sector, само частично базирана на предварително натрупани разработки; по-късно студиото отново се обърна към оригиналната концепция, като промени името на играта на Warframe. Въпреки че стартира през 2013 г. играта първоначално не се радва на значителна популярност и получи посредствени отзиви от пресата за игри, през следващите години разработчиците продължават да я подобряват и допълват. До 2018 г. броят на регистрираните играчи в играта е близо до 40 милиона, а броят на играчите, присъстващи в играта, надвишава 120 хиляди.

## Геймплей
Играта е предназначена за четирима души. Играчите използват варфрейм (със собствен набор от способности и характеристики) и са оборудвани с 4 видове оръжия: големи оръжия (например пушки, пушки, лъкове и снайперское оръжия), второ оръжие (обикновено пистолет, но също така има и пистолети-картечници, метателно оръжие), оръжия, меле (мечове, двойка мечове, кинжали, брадви, коси, глефы, ръкавици и т.н.), и паразон (предназначени за приключване на врагове и хакване конзоли). Играчите получават точки за опит за убиване на опоненти, изпълнение на задачи и мисии, за увеличаване на нивото на техните оръжия и брони. Варфреймите и техните оръжия могат да бъдат модифицирани, модификаторите могат да бъдат инсталирани, премахнати или актуализирани между мисиите. Някои Warframe имат така наречените „премиер“ версии, които имат подобрени характеристики и променен дизайн. Играчите също ще трябва да хакнат терминалите, като преминат през мини-пъзел, за да завършат определена цел или да се измъкнат от изолацията.
Играчът може да скочи, да тича, да се плъзга и да се търкаля, както и да комбинира техники, за да се движи бързо през нивото и да избегне вражески огън. Играта също така позволява на играчите да използват паркур техники, за да се избегне сблъсък с врагове или вражески огън, заобикаляне на препятствия или достъп до тайна зона.
Кредити, амуниции, ресурси и модификатори могат да бъдат намерени в определени места, например в шкафчета и разрушими контейнери, както и те падат от врагове. Нови оръжия, Warframes и друга екипировка могат да бъдат закупени в магазина (самите продукти или техните чертежи), с помощта на кредити, получени в играта, или платина, закупени чрез микротрансакции или внутриигровую търговия. Чертежите могат да бъдат изградени с помощта на ресурсите, открити по време на мисиите.

### Мисии
Има 25 странични типа мисии. Вторични мисии или вторични цели могат да се добавят на случаен принцип, независимо от основната задача, но те не са известни и не са достъпни, докато основната мисия не бъде завършена. Мисиите са разпръснати на всички планети в Слънчевата система (заедно с планетите джуджета Плутон, Серес, Ерида и Седна, както и спътниците на Марс – Фобос и Деймос) и са разделени на крайни и безкрайни.
Крайните мисии имат входна точка, на която играчите се появяват при започване на мисията, и евакуационна точка, която трябва да бъде достигната след завършване на целта, за да завърши мисията:
- Planet възел (Junction) – специална мисия, където трябва да се защити от спектъра на Warfream за достъп до нова планета. За да започнете битката със спектъра, трябва да изпълните няколко условия, показани при насочване на курсора към мисия на звездната карта или отстрани на панела в самата мисия.
- Убийството (Assassination) е мисия за елиминиране на враг (шеф), уникален за всяка планета. Шефът обикновено има уникални способности и оръжия, което ги отличава от обикновените войници. След завършване на такава мисия играчите получават чертеж или компонент за сглобяване на оръжие или варфрейм, като обикновено същият, чийто спектър охранява възела.
- Capture (Capture) – играчите трябва да намерят целта, да я лишат от цялото здраве, да я уловят и да стигнат до точката на евакуация;
- Спасяване (спасяване) – играчите трябва да влязат в затвора, да освободят заложника и да го доведат жив до точката на евакуация.
- Отклоняване (Sabotage) – играчите трябва да проникнат в базата на врага и да унищожат вражеския обект; в бездната целта и нейното постигане е различно. За да унищожи обекта, играчите могат да изберат своя подход: да взривят, замразят или да причинят магнитна аномалия. Мисии отклоняване на кораби и в бездната съдържат три скрити контейнери, за намирането на които играчите получават допълнителна награда.
- Кошерът (Hive) е мисия, подобна на отклонението, но само фракцията на заразените е враг. Целта на мисията е да унищожи 3 кошера, разпръснати по места, всеки от които защитени от няколко „тумори“ – малки жълти обекти около кошера, създаващи непробиваемый бариера, и за унищожаване на кошер трябва да първо да унищожи всичко „тумори“. Също така съдържа скрити контейнери.
- Mobile Defense – играчите трябва да се редуват, за да донесе на устройството за хакерство до два или три терминала за данни, след което защитава терминала от вражески атаки в процеса на хакерство, с продължителност около минута и половина.
- Шпионаж (Spy) – играчите се изисква да проникна три защитени терминала, всеки от които е защитен различни системи, поднимающими на алармата, ако играчът ги провокира и уничтожающими данни на терминала след известно време, след вдигане на тревога. Като правило, за да завършите успешно мисията, е необходимо да пробиете поне един терминал, но в някои случаи – два или дори и трите.
- Почистване (Exterminate) – играчите трябва да убие определен брой врагове.
- Нападение (Hijack) – играчите трябва да се намери обект, а след това да го доведе до точката на евакуация, хранене на системата за движение на собствените си щитове, и не позволява унищожаването му от вражески сили.
- Преследването (Pursuit) е уникален тип мисия Archwing, чиято задача е да унищожи куриера в открития космос.
- Пробив (Rush) – уникален тип мисия Archwing, чиято задача-унищожаване на превозни средства на врага.

Безкрайните мисии се случват „цикли“ и дават награда за всяка вълна, която играчът е преминал. Те могат както да имат изходна точка, позволявайки на играчите да завършат мисията във всеки един момент, след като преминат поне един „цикъл“, така и да не го имат, преминавайки на малка затворена карта и само позволявайки успешно да напуснат картата след края на „цикъла“. Във всички безкрайни мисии нивото на враговете се увеличава безкрайно, докато продължавате да преминавате.
- Survival (Survival) – на място са изключени животоподдържащи системи, и играчите са задължени да използват капсули животоподдържащи, или да убиват врагове и да отварят контейнери за животоподдържащи модули. Дължината на един цикъл е 5 минути.
- Defense (Defense) – играчите трябва да защитават целта от вълни от врагове на малка карта. Дължината на един цикъл е 5 вълни.
- Interception (Interception) – играчите трябва да улови и защити от враговете 4 точки за прихващане на сигнала. Дължината на един цикъл е едно съобщение.
- Изкопни работи (Excavation) – играчите трябва да защитават добитчики „криотика“ – хладилен агент – от вражеските сили и да ги зареждат с батерии, падащи от враговете. За разлика от останалите безкрайни мисии, в които реликва от Бездната може да бъде отворена всеки цикъл, играчите получават награда, когато работещ завършва пълният цикъл от 100 секунди, но реликва изисква само добив на 200 криотика.
- Crash (Disruption) е мисия, добавена в актуализацията 25.0 „Jupiterian Congress“, по време на която играчите се нуждаят от защита на проводниците. Всеки цикъл, на картата се появяват четири диригент: бяло, светло синьо, червено и синьо, за да активирате които се изисква да намери улики съответните цветове, които можете да получите за убиване на много противници, след което се появява враг-разрушител, язвителна проводник, ако играчите не го убие навреме. Наградата за тази мисия зависи от номера на цикъла, както и от броя на съхраняваните проводници. Дължината на един цикъл е 4 проводника.
- Арена (Arena) – в самото начало на мисията се обявява специален модификатор, който усложнява изпълнението на целта и дава предимство на враговете. Самите мисии на арената, подобно на мисиите на режима PvP, имат точки на поява на боеприпаси, здравни и енергийни сфери.
- Клането в светилището (Sanctuary Onslaught) е режим, подобен на режима на оцеляване. Играчът трябва да унищожи враговете и да поддържа ефективността достатъчно висока. На всеки 2 минути и 30 секунди картата и враговете, които я запълват, се променят на нови.

Режимът PvP, свързан със Синдиката на Конклава, включва четири мисии, ограничаващи и Рециклиращи наличните съоръжения и модификатори.
- Унищожение (Annihilation) – 8 играчи се борят за титлата Победител. Печели първият играч, който вкара 25 Оро, падащи от паднали противници.
- Командно унищожение (Team Annihilation) – играчите са разделени на два отбора от по 4 играчи и се борят помежду си. Първият отбор печели 50 Оро.
- Capture Cephalon (Cephalon Capture) – играчите са разделени на два отбора, които трябва да откраднат вражеския цефалон от вражеската база и да го доставят на базата си. Улавянето се брои само когато цефалонът на екипа е на място. За да спечелите мача, трябва да спечелите 5 точки.
- Лунаро (Lunaro) – играчите са разделени на 2 отбора от 3 играчи. Задачата на всеки отбор е да вземе топката Lunaro от противника и да вкара гол в тяхната врата. Lunaro е изключително конкурентен режим на игра, който няма възможност да убива вражески играчи.

Свободно движение (Free Roam) – обширни места със своите задачи, поръчки (Bounty). Такива места са равнините на Ейдолон, разположени на Земята, долината на сферите, разположена на Венера, и Камбионският Дрейф, разположен на Деймос.
Съществуват и други мисии, аларми и тактически аларми, които могат да имат уникален или някой от наличните видове мисии или фракции (независимо от оригиналния тип мисия или фракция) и са достъпни само за ограничен период от време. Тези мисии могат да бъдат по-сложно, но като наградите може да получите повече кредити и/или специални награди (например: редки чертежи или ресурси (понякога в големи количества, в зависимост от вида на собствеността)). Друг вид мисия – „кошмарен режим“ (от англ. Nightmare Mode), което значително увеличава сложността на съществуващата мисия (като същевременно запазва оригиналния тип мисия и фракция), но възнаграждава играчите с уникални „хибридни модификатори“. Сложността „Страшно режим“ се дължи на „случайни специфични модификатори на мисията“, Винаги ще присъства един от основните модификатори: „без щитове“, „ограничение на времето“, „изтичане на енергия“ или „вампир“ (постоянен щетите, нанесени на здравето до 1 %), също могат да присъстват допълнителни модификатори, като „недостиг на амуниции“, „подсилени врагове“, „ниска гравитация“ или „приятелски огън“ (временно отстранен от игра)
Струва си да се отбележи, че целта на мисията може да се промени точно в момента на играта. Например, ако бъдете забелязани в мисия Тип „хакване“, тогава има шанс, че Lotus ще промени целта на текущата мисия за идентична „източване“ – убийството на всички противници.

### Фракции
В играта има само 7 фракции, пет от които са враждебни и една обща за дивите животни, които атакуват всички. Фракция, за която да играе-Tanno, потомци на воини от отминалата ера на Орокин. След несигурна война, Тенно остана жив, който беше в безсъзнание в продължение на векове, преди да се събуди техният Лотос (озвучен от Ребека Форд, мениджър на Общността Digital Extremes). Лотос е загадъчна (макар и благосклонна) фигура, която ги насочва по време на мисиите. Tanno отлично владеят Warframe, които се превръщат в оръжие и помощник за тях.

### Враждебни фракции
- Гринир е империя от клонирани войници, служещи вярно на „сестрите“ (мистериозните лидери на Гринир). Войниците на Гринир са оборудвани с тежка броня от ферит, техните крайници и много органи са заменени с протези и импланти, предназначени да възстановят загубената, в резултат на безброй клонирания, функционалност на тялото. Техните оръжия не са най-модерните. Основават се на принципа на работа на огнестрелните оръжия. При повечето от оръжията им видът на щетите е удар, което може би показва честите им конфликти с корпуса. Уязвими към пробиване и корозия.
- Корпусът е фракция от търговци, притежаващи слаба, но въоръжена с енергийни оръжия пехота. Уязвимостта на пехотата се компенсира отчасти от наличието на енергийни щитове, които поглъщат част от щетите. Корпусът често прибягва до използването на роботика в битка: ударни двукраки роботи, летящи дрони, подсилващи щита и т.н. повечето оръжия на Корпуса причиняват пронизващ вид щети, което може би показва честите им конфликти с Гринир. Щитовете на Корпуса са уязвими на шокови, електрически и магнитни щети. Без щит, те са уязвими на режещи щети.
- Заразените са представители на предишните две фракции, заразени с „Техноцитния вирус“. Почти всички заразени се бият в близък бой, но ако е необходимо, те могат да използват далечни разстояния, понякога има „древни“ – по-силни врагове със специални способности. Уязвими към пожар и режещи щети.
- Поробени-фракция, състояща се от поробени представители на горните фракции. Срещат се в кулите на мисии в бездната. Тази фракция се отнася директно до веднъж изчезналата цивилизация на Орокин, която крие своите тайни. Въпреки това, тази фракция е повлияна от не по-малко мистериозно място, наречено бездна.
- Тези, които притежават ума, са безпилотни самолети, създадени от расата на Орокин, за да колонизират системата Тау и да участват в старата война. Той се среща в играта на Луната и земята, както и в хода на странични куестове: по време на историята на търсенето „Ната“ става известно, че Лотос – отстъпник, притежаващи ума, получи заповед да унищожи Tanno, но реши да стане техен координатор.
- Независими – диви животни, често агресивни към всички фракции, например диви кубрау срещани на Земята, пуст скатове – врагове, наподобяваща външния вид на обикновените лъчи, които се срещат на Марс и диви каваты, срещани в Руини Орокин.

### Синдикати
Различни групи по интереси, действащи в цялата Слънчева система, с изключение на Grinier, Shell и Tanno. Тези фракции имат свои собствени идеологии и планове за бъдещето на света. Като предстояща игра функции, играчите ще могат да изпълняват куестове, мисии, и аларми от страна на всеки синдикат, като по този начин повишаване на репутацията на отношенията си с тази група, и да печелят уникални награди. Увеличаването на отношенията с една група обаче ще повлияе на нагласите с други групи и дори може да доведе до започване на контрамерки срещу играча, така че изборът на синдикат е много важен. Можете да промените синдиката по всяко време на играта.

### Ловци
По време на мисии могат да се появяват и такива врагове като Сталкер – ловец на Tenno основа, както и Ловец Занука (минибосс фракция Корпус), образ на индийския вожд вишну (минибосс фракция на Заразените), Грастрагская Тройка (минибосс (и) фракция Гринир), Лийч Кувы (минибосс фракция гринир), и Вълк на Сатурн 6 (минибосс първата серия Нощен Вълна), с цел да убие определен играч.
Условия за появата на мини босове:
Stalker (сянка Stalker след преминаване на търсенето „втори сън“) – убийството на шефовете на планетите. Hunter Zanuka-извършване на мисии „нашествие“, подкрепяйки фракцията „Гринир“. Grastrag Тройка-извършване на мисии „инвазия“ подкрепа на фракцията „Корпус“, като Тройката може да се появи на самата мисия. Лич Кува-убийството на лично Кува в мисиите на фракцията „Гринир“ (Лич Кува се появява на ниво 20+, след преминаване на търсенето „войната вътре“). Juggernaut – честото убиване на заразени на всякакъв вид мисии места Erid, Деймос, огнище на инфекция, тъмни сектори.

## Разработване на игра
Концепцията Warframe произхожда от работата по играта Dark Sector през 2000 година. Въпреки това, когато проектът излезе през 2008 г., почти нищо не остана от оригиналната му идея поради корекции на издателите. През 2012 г.студиото Digital Extremes реши да реализира ранните си идеи, но разработчиците не успяха да намерят издател за Warframe.
Разработено от FPS creator.
В интервюто си творческият директор на студиото Стив Синклер отбелязва, че проектът е изоставен от всички издатели, към които се е обърнала Digital Extremes. Издателите аргументираха отказите си с факта, че не смятат, че фантастичните игри са обещаващи, а Warframe е обещаващ проект. Издателите предрекоха, че играта ще се провали.
Въпреки трудностите, Digital Extremes успя да пусне бета версия на Warframe на 25 март 2013 г. Студиото също така обяви намерението си да пуска редовни актуализации за играта.